# Pauline Wuarin
Pauline Wuarin (* 28. April 1996) ist eine Schweizer Tennisspielerin.

## Karriere
Wuarin spielt hauptsächlich bei Turnieren der ITF Women’s World Tennis Tour, wo sie bisher einen Turniersieg im Doppel erreichte.
Ihr erstes Profiturnier spielte sie im April 2015 in Dijon. Beim ITF Future Nord 2017 erreichte sie mit ihrer Partnerin Sophia Intert das Viertelfinale. Beim ITF Future Nord 2018 erreichte sie mit ihrer Partnerin Kristina Milenkovic ebenfalls das Viertelfinale.
Ihr Debüt auf der WTA Tour gab Wuarin, als sie für die Qualifikation zu den Ladies Championship Lausanne eine Wildcard erhielt. In der ersten Runde konnte sie Valentini Grammatikopoulou mit 1:6, 6:4 und 6:3 schlagen, scheiterte dann aber in der Qualifikationsrunde für das Hauptfeld an Barbara Haas mit 0:6 und 0:6.
Ihr bislang letztes internationale Turnier spielte Wuarin im August 2022. Sie wird daher nicht mehr in der Weltrangliste geführt.

## Turniersiege

### Doppel
| Nr. | Datum              | Turnier | Kategorie   | Belag | Partnerin                | Finalgegnerinnen          | Ergebnis |
| --- | ------------------ | ------- | ----------- | ----- | ------------------------ | ------------------------- | -------- |
| 1.  | 14. September 2019 | Dijon   | ITF $15.000 | Sand  | Arina Gabriela Vasilescu | Vinciane Remy Marie Temin | kampflos |